# Bernard de Gomme
Bernard de Gomme, nizozemski vojaški inženir, * 1620, Terneuzen (Nizozemska), † 23. november 1685, London (Anglija).
Velja za najpomembnejšo osebnost angleškega vojaškega inženirstva v 17. stoletju.

## Galerija del
- Water Gate, Tilbury Fort
- Ravelin, Tilbury Fort
- The Moat, Tilbury Fort
- Notranjost, Tilbury Fort
- Rečna baterija, Tilbury Fort
- Glavna vrata, The Royal Citadel Plymouth
- The Royal Citadel Plymouth